# Фредерік Мур
Фредерік Мур (англ. Frederic Moore; 1830-1907) — британський ентомолог, лепідоптеролог. Автор шеститомного видання «Lepidoptera Indica». Описав численні таксони комах.